# 阿尤圖斯特佩克
阿尤圖斯特佩克（西班牙語：Ayutuxtepeque），是薩爾瓦多的城鎮，位於該國中西部，由聖薩爾瓦多省負責管轄，面積8.41平方公里，海拔高度695米，2007年人口34,710，人口密度每平方公里4,127.23人。
13°44′8″N 89°12′2″W / 13.73556°N 89.20056°W